# Фицморис, Джордж
Джордж Фицморис (англ. George Fitzmaurice; 13 февраля 1885, Париж — 13 июня 1940, Лос-Анджелес) — американский продюсер и режиссёр.
Поставил более 80 фильмов, в том числе некоторые пользовавшиеся большим успехом: «Сын шейха» с Рудольфо Валентино и «Мата Хари» с Гретой Гарбо в 1931 году.

## Карьера
Карьеру в кинематографе начал в качестве сценографа. В 1914 году дебютировал в качестве режиссёра и до своей смерти в 1940 году снял более 80 фильмов, в том числе такие успешные как «Сын шейха» (1926), «Раффлз» (1930), «Мата Хари» (1931) и «Сьюзи» (1936).
В начале своей режиссерской карьеры Фицморис неоднократно предоставлял дебютные роли в кино актрисам бродвейских театров, включая Мэй Мюррей, Элси Фергюсон, Фанни Уорд, Хелен Чадвик, Ирэн Фенвик, Гейл Кейн и Эдну Гудрич.
«Сын шейха» стал самым известным из сохранившихся немых фильмов кинорежиссёра, без сомнения, благодаря внезапной смерти исполнителя главной роли Рудольфа Валентино. Фицморис снял множество немых фильмов, но большинство из них были утеряны. В российском Госфильмофонде были обнаружены некоторые ленты кинорежиссёра, включая «Свидетель защиты» (1919) с Элси Фергюсон и Kick In (1922)  Бертом Лителлом. Успешно отреставрирован частично звуковой фильм 1928 года The Barker. Предположительно в Госфильмофонде также хранятся фильмы 1920-х годов Idols of Clay с Мэй Мюррей и Three Live Ghosts с Норманом Керри, Анной Нильссон, Сирилом Чадвиком и Эдмундом Гулдингом. 

## Личная жизнь

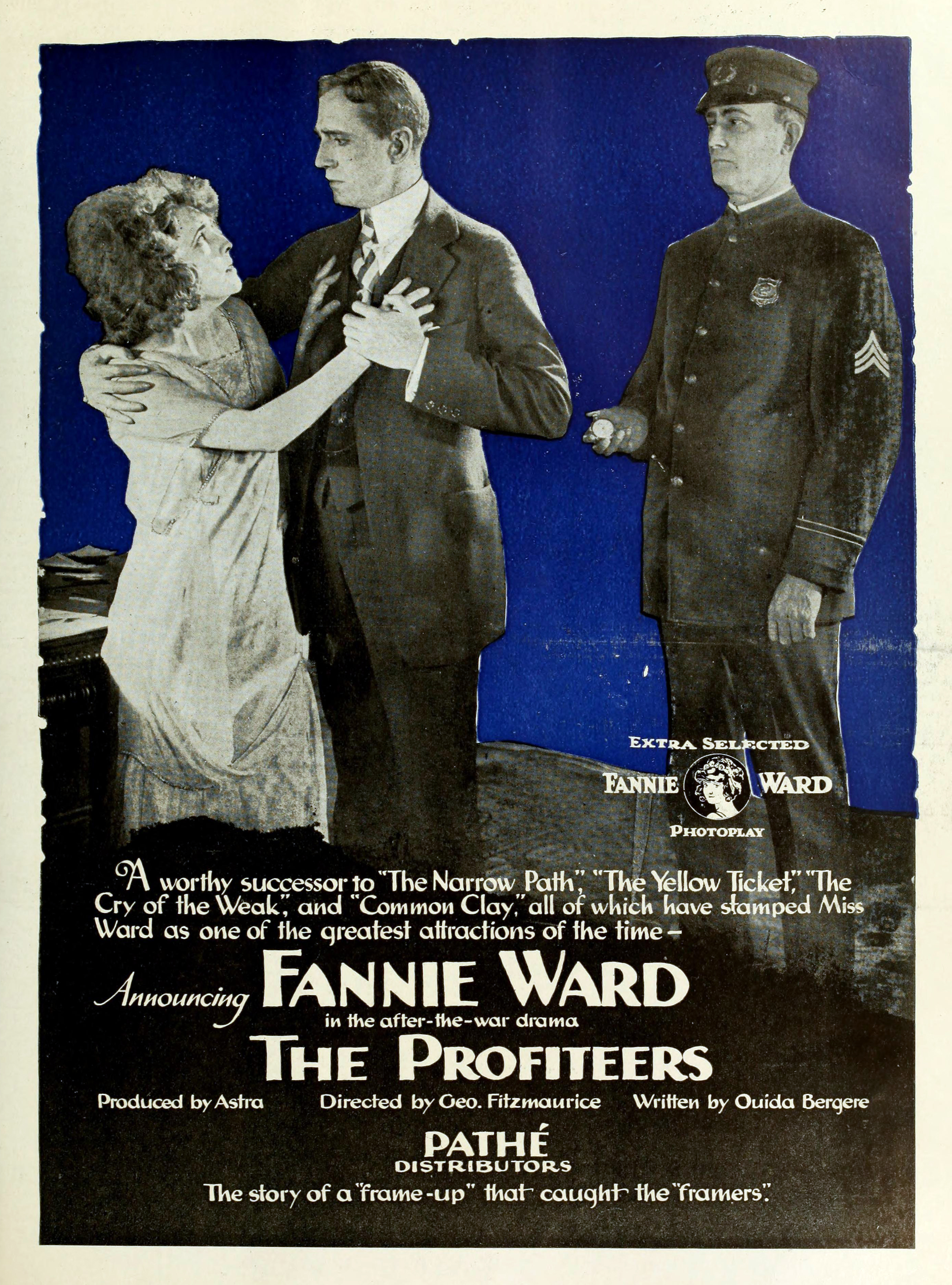
The Profiteers (1919)

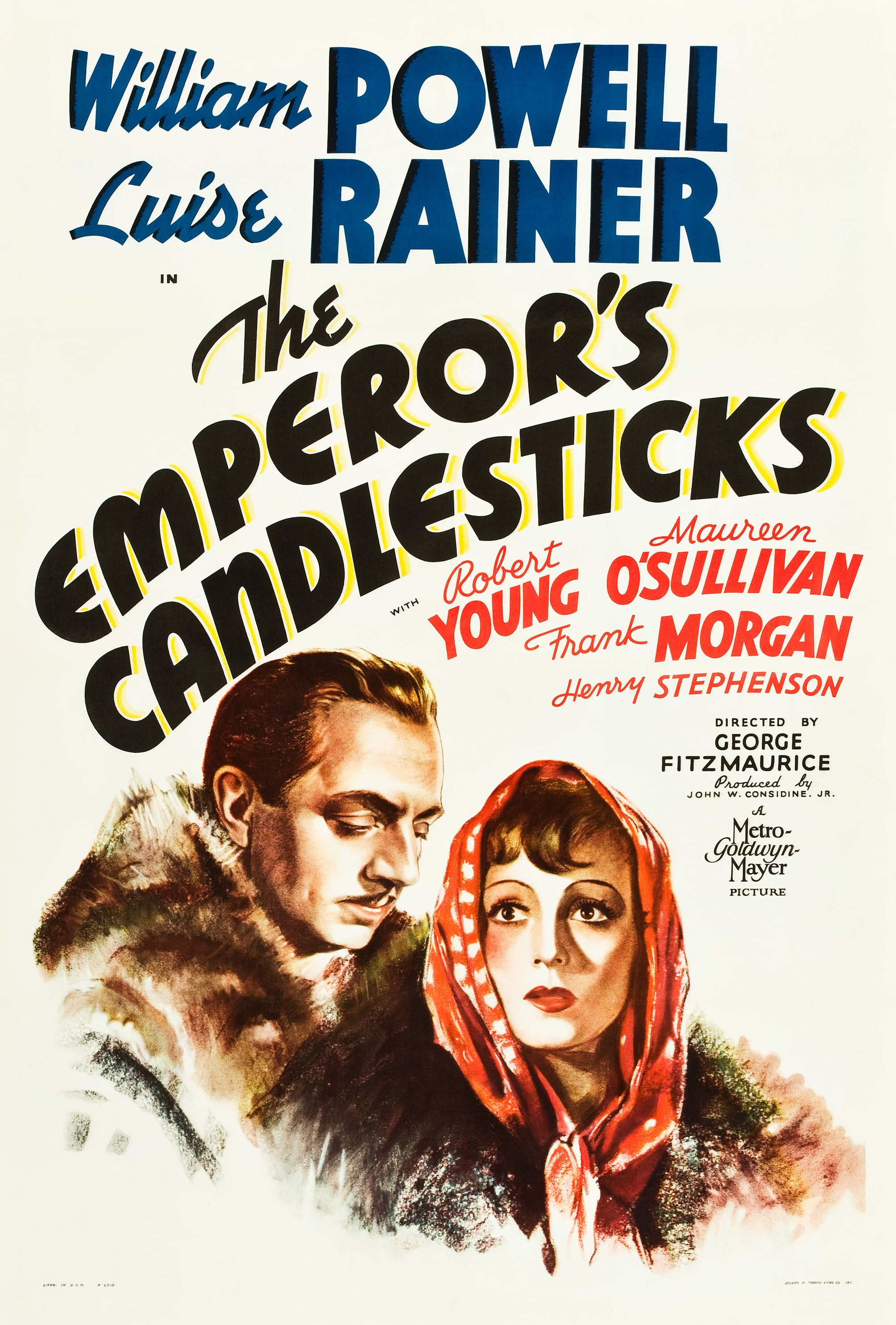
The Emperor's Candesticks (1937)

Одно время Фицморис был женат на Уиде Бержере, позже ставшей женой Бэзила Рэтбоуна. Второй женой Фицмориса была Диана Кейн, сестра актрисы Лоис Уилсон. В браке с Кейн у него родились две дочери: в 1929 — Шейла Фицморис, в 1931 — Патрисия Фицморис Бакстер.

## Избранная фильмография
- 1923 — Вечный город
- 1926 — Сын шейха
- 1929 — Закрытая дверь
- 1927 — Ночь любви
- 1929 — Тигровая роза
- 1931 — Мата Хари
- 1937 — Конец миссис Чейни